# Kebon Jeruk (Dżakarta Zachodnia)
Kebon Jeruk – dzielnica Dżakarty Zachodniej. 

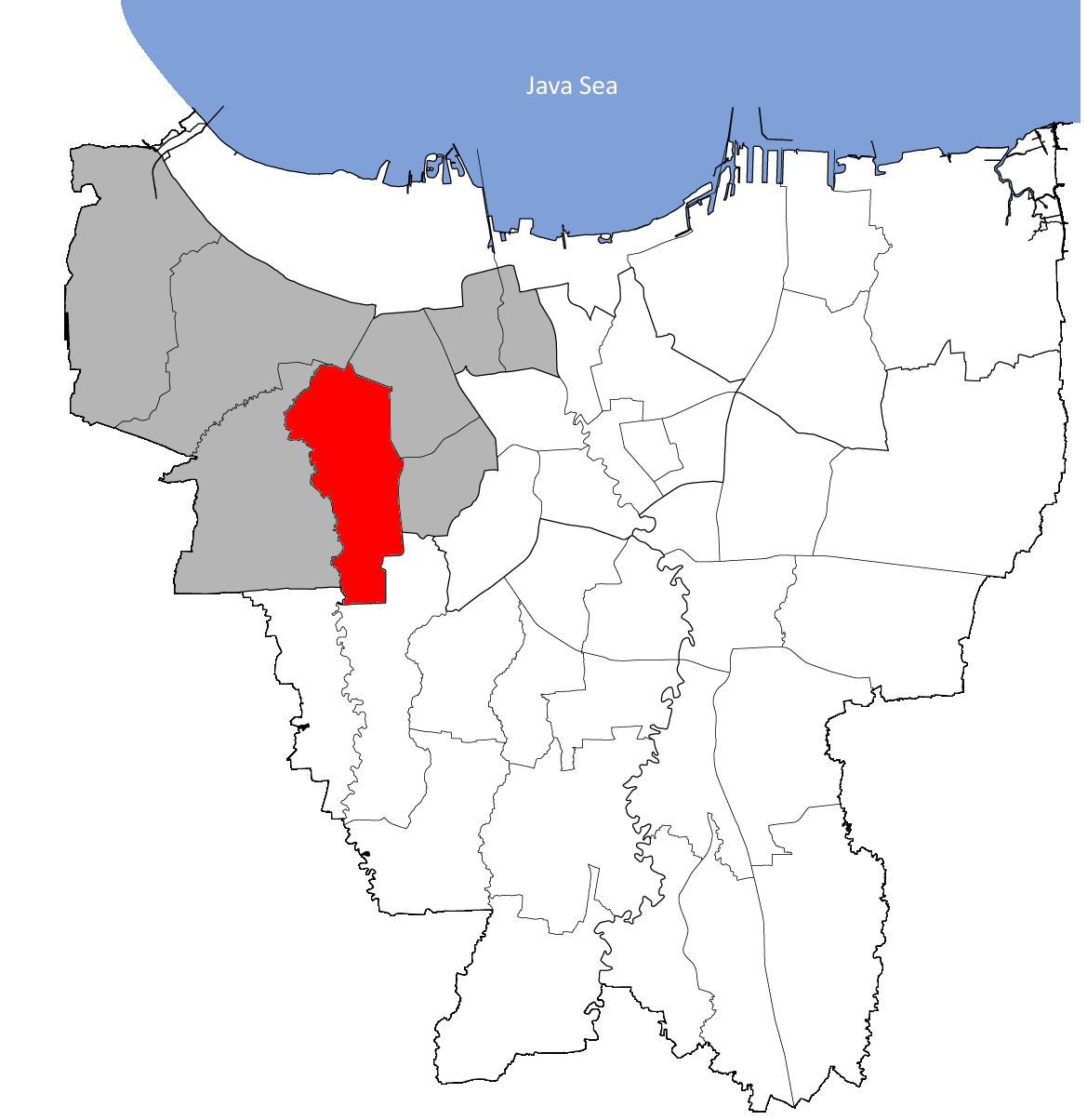
Położenie dzielnicy na mapie Dżakarty

## Podział
W skład dzielnicy wchodzi siedem gmin (kelurahan):
- Duri Kepa – kod pocztowy 11510
- Kedoya Selatan – kod pocztowy 11520
- Kedoya Utara – kod pocztowy 11520
- Kebon Jeruk – kod pocztowy 11530
- Sukabumi Utara – kod pocztowy 11540
- Kelapa Dua – kod pocztowy 11550
- Sukabumi Selatan – kod pocztowy 10560